# Politica delle armi negli Stati Uniti
La politica delle armi negli Stati Uniti è un ambito della politica americana definita dalla contrapposizione di due principali ideologie sulla disciplina, commercio e possesso delle armi da fuoco, soprattutto da parte di privati cittadini.

## Il fondamento costituzionale
L'autore principale della Carta dei diritti degli Stati Uniti, James Madison, li considerava fondamentali – incluso il diritto di detenere e portare armi. Nel 1788 scrisse:
(James Madison)

### Le prnuncie della Corte Suprema degli Stati Uniti
L'opinione che il possesso di armi sia un diritto fondamentale è stata affermata dalla Corte Suprema degli Stati Uniti in District of Columbia v. Heller (2008). La Corte ha dichiarato: "Al momento della fondazione, il diritto di avere armi era diventato fondamentale per i sudditi inglesi". La Corte osservò che la Carta dei diritti inglese del 1689 aveva elencato il diritto alle armi come uno dei diritti fondamentali degli inglesi.
Quando la Corte ha interpretato il quattordicesimo emendamento in McDonald v. City of Chicago (2010), ha guardato all'anno 1868, quando l'emendamento è stato ratificato e ha detto che la maggior parte degli Stati aveva disposizioni nelle loro costituzioni che proteggevano esplicitamente questo diritto. La Corte ha concluso: "È chiaro che gli estensori e i ratificatori del quattordicesimo emendamento contavano il diritto di detenere e portare armi tra quei diritti fondamentali necessari al nostro sistema di libertà ordinata".

### La giurisprudenza delcommon law
Prima di District of Columbia v. Heller, in assenza di una chiara sentenza del tribunale, c'è stato un dibattito sul fatto che il secondo emendamento includesse o meno un diritto individuale. Nella sentenza Heller, la Corte ha concluso che esiste effettivamente un tale diritto, ma non illimitato. Sebbene la decisione non sia stata unanime, tutti i giudici hanno approvato un punto di vista individuale, ma differivano sulla portata di tale diritto.
Prima della decisione Heller i difensori dei diritti delle armi sostenevano che il secondo emendamento protegge il diritto individuale di possedere armi. Hanno affermato che la frase "il popolo" in quell'emendamento si applica agli individui piuttosto che a un collettivo organizzato e che la frase "il popolo" significa la stessa cosa nel 1º, 2º, 4º, 9º e 10º emendamento.  Hanno anche detto che l'inserimento del secondo emendamento nella Carta dei Diritti lo definisce come un diritto individuale. Come parte della decisione Heller, la maggioranza ha sostenuto l'opinione che il secondo emendamento protegge un diritto individuale, non illimitato, di possedere armi. Lo scienziato politico Robert Spitzer e l'impiegato della Corte Suprema Gregory P. Magarian hanno sostenuto che questa decisione finale della Corte Suprema è stata un'interpretazione errata della Costituzione degli Stati Uniti.
Dopo la decisione Heller c'è stata una maggiore attenzione sul fatto che il secondo emendamento si applichi o meno agli Stati. Nel 2010 nel caso McDonald v. City Chicago, la Corte Suprema ha stabilito che le disposizioni del secondo emendamento si applicano agli Stati a seguito del quattordicesimo emendamento.

## La normativa
Il diritto di possedere armi è garantito dal secondo emendamento della Costituzione degli Stati Uniti; a livello federale, tre principali fonti di diritto ci sono il National Firearms Act del 1934, il Gun Control Act del 1968. Accanto a tali disposizioni ogni Stato federato degli Stati Uniti può precedere particolari disposizioni in tema di requisiti e restrizioni per il porto e la detenzione di armi.

### National Firearms Act 1934 (NFA)
Tassa la produzione e il trasferimento e impone la registrazione di armi del Titolo II come mitragliatrici, fucili a canna corta e fucili da caccia, armi pesanti, ordigni esplosivi, soppressori e armi da fuoco camuffate o improvvisate.

### Federal Firearms Act del 1938 (FFA)
Richiede che i produttori di armi, gli importatori e coloro che operano nel settore della vendita di armi da fuoco abbiano una licenza (Federal Firearm Licence abbreviato FFL)

### Omnibus Crime Control and Safe Streets Act del 1968
Proibisce il commercio interstatale di pistole ed aumenta l'età minima a 21 anni per l'acquisto di pistole.

### Gun Control Act del 1968 (GCA)
Tale norma - che abolì la legge del 1938 - Si concentra principalmente sulla regolamentazione del commercio interstatale di armi da fuoco vietando generalmente i trasferimenti di armi da fuoco interstatali tranne che tra produttori, rivenditori e importatori autorizzati.

### Firearm Owners Protection Act (FOPA) (1986)
Riforma e abroga in parte il Gun Control Act del 1968. Vieta la vendita ai civili di armi da fuoco automatiche prodotte dopo la data di approvazione della legge. Richiede l'approvazione ATF per i trasferimenti di armi da fuoco automatiche.

### Undetectable Firearms Act (1988)
Criminalizza efficacemente, con poche eccezioni, la produzione, l'importazione, la vendita, la spedizione, la consegna, il possesso, il trasferimento o la ricezione di armi da fuoco con meno di 3,7 once di contenuto metallico.

### Gun-Free School Zones Act (1990)
Proibisce a persone non autorizzate di possedere consapevolmente un'arma da fuoco in una zona scolastica.

### Brady Handgun Violence Prevention Act (1993)
Richiede controlli in background sulla maggior parte degli acquirenti di armi da fuoco, a seconda del venditore e della sede.

### Federal Assault Weapons Ban (1994-2004)
Vietava le armi semiautomatiche dalla parvenza di armi d'assalto e i dispositivi di alimentazione di munizioni di grande capacità. La legge è scaduta nel 2004.

### Law Enforcement Officers Safety Act (2004)
Concede alle forze dell'ordine e agli ex agenti delle forze dell'ordine il diritto di portare un'arma da fuoco nascosta in qualsiasi giurisdizione negli Stati Uniti, indipendentemente dalle leggi statali o locali, con alcune eccezioni.

### Protection of Lawful Commerce in Arms Act (2005)
Impedisce ai produttori di armi da fuoco e ai rivenditori autorizzati di essere ritenuti responsabili per negligenza quando sono stati commessi crimini con le armi da loro prodotte.

### Bipartisan Safer Communities Act (2022)
Espande i controlli sui precedenti penali per gli acquirenti sotto i 21 anni per includere i loro registri giovanili, richiede a più venditori di avere un FFL, finanzia programmi di intervento di crisi statale e criminalizza ulteriormente il traffico di armi.

## Argomentazioni politiche e sociali

### Le organizzazioni a favore
Gli argomenti basati sui diritti coinvolgono la domanda più fondamentale sul controllo delle armi: fino a che punto il governo ha l'autorità di regolamentare le armi?
I sostenitori dei diritti sulle armi includono:
- National Rifle Association
- Second Amendment Foundation
- Gun Owners of America
- American Rifle & Pistol Association
- National Association for Gun Rights
- Firearms Policy Coalition (FPC)
- Pink Pistols
- The Well-Armed Woman
- Evolve USA
- Jews for the Preservation of Firearms Ownership
- National African American Gun Association
- California Rifle & Pistol Association
- Socialist Rifle Association
- Redneck Revolt

Il più grande gruppo d'interesse, tra le cui file si contano svariati milioni di membri, è la National Rifle Association of America (NRA).

### La difesa di sé e dello Stato

Tasso di detenzione di armi da fuoco per Stato nel 2016 (USA)

Il giurista inglese del XVIII secolo William Blackstone, i cui scritti influenzarono i redattori della Costituzione degli Stati Uniti, definì l'autodifesa "la legge primaria della natura" che (disse) la legge creata dall'uomo non può togliere. Seguendo Blackstone, il giurista americano St. George Tucker (n. 1752) scrisse che "il diritto all'autodifesa è la prima legge della natura; nella maggior parte dei governi, è stato lo studio dei governanti a confinare questo diritto entro i limiti più stretti possibili".
Sia in Heller (2008) che in McDonald (2010) la Corte Suprema ha ritenuto che il diritto all'autodifesa sia almeno in parte protetto dalla Costituzione degli Stati Uniti. Il tribunale ha lasciato che i dettagli di tale protezione fossero elaborati in futuri casi giudiziari.
I due principali gruppi di interesse su questo tema sono la Brady Campaign e la National Rifle Association. Si sono scontrati, ad esempio, per quanto riguarda le leggi stand-your-ground che danno agli individui il diritto legale di usare le armi per difendersi senza alcun dovere di ritirarsi da una situazione pericolosa. Dopo la decisione della Corte Suprema del 2008 a Heller, la Brady Campaign ha indicato che avrebbe cercato leggi sulle armi "senza violare il diritto delle persone rispettose della legge di possedere armi per autodifesa".

### La protezione delle persone emarginate
I sostenitori di sinistra e di estrema sinistra per i diritti delle armi sostengono che il possesso di armi è necessario per proteggere le comunità emarginate, come gli afroamericani e la classe operaia, dalla repressione statale. I sostenitori dell'estrema sinistra sostengono anche che le leggi sul controllo delle armi avvantaggiano principalmente i bianchi, a danno dei cittadini di colore.

### La sicurezza contro la tirannia
Un altro argomento politico fondamentale associato al diritto di detenere e portare armi è che vietare o addirittura regolamentare il possesso di armi rende più probabile la tirannia del governo. Un sondaggio Rasmussen Reports del gennaio 2013 ha indicato che il 65% degli americani crede che lo scopo del secondo emendamento sia quello di "garantire che le persone siano in grado di proteggersi dalla tirannia". Un sondaggio Gallup dell'ottobre 2013 ha mostrato che il 60% dei proprietari di armi americani menziona la "sicurezza / protezione personale" come motivo per possederle, e il 5% menziona un "diritto del secondo emendamento", tra le altre ragioni.  L'argomento anti-tirannia risale ai giorni dell'America coloniale e prima in Gran Bretagna.

## Il dibattito nell'opinione pubblica

### Il dibattito sociale
Nella discussione in seno all'opinione pubblica da una parte ci sono le persone che sostengono il controllo delle armi da fuoco e dall'altra quelle che sostengono il rafforzamento delle normative sul possesso delle stesse. Le persone che difendono il diritto al possesso delle armi da fuoco si oppongono a nuove normative o sostengono l'allentamento delle restrizioni relative. Questi gruppi spesso non sono d'accordo sull'interpretazione delle leggi e dei casi giudiziari relativi alle armi da fuoco, nonché sugli effetti della regolamentazione delle armi da fuoco sulla criminalità e sulla pubblica sicurezza. L'atteggiamento degli Stati Uniti nei confronti delle armi generalmente lascia perplessi quelli di altri Stati del mondo sviluppati, molti dei quali non capiscono l'insolita permissività delle leggi americane sulle armi, e credono che il pubblico americano dovrebbe spingere per misure di controllo delle armi più severe di fronte alle sparatorie di massa.
I critici contrastano la reazione degli Stati Uniti al terrorismo dato il numero di morti che provoca, con i loro alti tassi di mortalità per crimini con armi da fuoco non legati al terrorismo.

### La cultura delle armi
La cultura delle armi e i suoi effetti sono stati al centro di importanti dibattiti nella sfera pubblica degli Stati Uniti per decenni. Nel suo articolo del 1970 "America as a Gun Culture", lo storico Richard Hofstadter usò l'espressione "cultura delle armi" per caratterizzare l'America come avente un affetto di lunga data per le armi, abbracciando e celebrando l'associazione delle armi e un patrimonio complessivo relativo alle armi. Ha anche osservato che gli Stati Uniti "sono l'unica nazione industriale in cui il possesso di fucili e pistole è legalmente prevalente tra un gran numero della sua popolazione". Nel 1995, il politologo Robert Spitzer ha affermato che la moderna cultura americana delle armi si basa su tre fattori: la proliferazione delle armi da fuoco fin dai primi giorni della nazione, la connessione tra la proprietà personale delle armi e la storia rivoluzionaria e di frontiera del paese, e la mitologia culturale riguardante la pistola nella frontiera e nella vita moderna.

## Dati statistici sulle armi da fuoco
Al 2022 è stato stimato che i civili statunitensi posseggano 393 milioni di armi da fuoco, e che dal 35% al 42% delle famiglie del Paese abbia almeno una pistola. Gli Stati Uniti hanno di gran lunga il più alto numero stimato di armi pro capite al mondo, con 120,5 pistole ogni 100 persone.